# Pseudoungulata
Pseudoungulata o Pseudungulata ("falsi ungulati") è un possibile clade di mammiferi facente parte del gruppo degli Afrotheria e comprendente a sua volta le cladi dei Tubulidentata (l'attuale oritteropo) e dei Paenungulata (gli attuali elefanti, lamantini e procavie).
La proposta di un tale clade nasce dall'incerta classificazione degli oritteropi nell'ambito del gruppo degli Afrotheria: mentre un tempo questi animali venivano ritenuti affini agli Xenarthra (armadilli, formichieri e bradipi), le analisi del DNA ne hanno provata l'affinità con gli Afrotheria, ossia Afroinsectiphilia (tenrec, talpe dorate, toporagni elefante) e Paenungulata. Non è ancora chiaro, tuttavia, con quale delle due cladi questo animale sia maggiormente imparentato, anche se attualmente si tende a classificarlo come facente parte degli Afroinsectiphilia.
Il nome Pseudoungulata, inoltre, è quello di un clade avente rango equivalente a quello di Paenungulata ed Afroinsectiphilia e come questi due facente parte degli Afrotheria, nella quale classificare unicamente l'oritteropo e gli animali estinti con esso imparentati.